# クーデター合理論
クーデター合理論（クーデターごうりろん）とは、日本の右翼・民族派の政治思想の一つ。

## 概要
1960年1月に右翼思想家で国家社会主義運動家の小島玄之が唱えた理論である。前年11月の全学連の「国会乱入事件」を受けて、自衛隊によるクーデターの可能性を考察したもので、小島が主宰する『思想研究』創刊号（1960年1月）に発表した。
現在の政治がもたらす害悪に比べれば、「クーデターの悪」など取るに足らないものである。政治家を強制排除するためにクーデターを起こし、その際に多少の犠牲者が出ても、それは是認されるべきである、という理論である。
川南豊作らによる1961年の池田内閣の政府要人暗殺計画三無事件は、このクーデター合理論が影響を与えた事件といえよう。

## 小島玄之
小島玄之（1908年（明治41年） - 1966年（昭和41年））は陸軍大佐の子として岐阜県に生まれた。早稲田大学専門部在学中に社会科学研究会に所属し左翼運動に従事、右翼学生と紛争を起こして退学処分を受け中退し、共産主義青年同盟に加わった。帰郷して1929年（昭和4年）に中部民衆党に入り、同党執行委員や全協岐阜責任者として活動したが、1933年（昭和8年）9月に治安維持法違反で検挙・起訴猶予処分を受け、以後国家主義に転向、思想犯保護観察事業に関わり、1938年（昭和13年）頃に思想転向者からなる土曜会や昭徳会岐阜支部を設立した。右翼団体の大日本青年党岐阜支部、日本革新党岐阜支部、大日本聖化会を経て、影山正治らと青年倶楽部を結成、1943年（昭和18年）の皇道翼賛青年連盟事件で検挙。1951年（昭和26年）新政治力結集協議会を結成、旧東方会有志の連絡機関である耕雲会をつくって、その中心となった。1954年（昭和29年）救国国民連合事務長、同年護国団にも参加し、1959年（昭和34年）思想研究所を設立。政界進出を狙う川南豊作の口述筆記を手伝い、川南の意見パンフレット『新しい日本の進路』（1960年発行）をまとめた。著書に『クーデターの必然性と可能性』（小島玄之論文集刊行会、昭和63年）。